# Česká Liga Amerického Fotbalu 2016
La Česká Liga Amerického Fotbalu 2016 è la 23ª edizione del campionato di football americano di primo livello, organizzato dalla ČAAF.

## Squadre partecipanti
| Club                  | Città     | Stadio | Sponsor ufficiale | Risultato nella stagione 2015 |
| --------------------- | --------- | ------ | ----------------- | ----------------------------- |
| Ostrava Steelers      | Ostrava   |        |                   |                               |
| Pardubice Stallions   | Pardubice |        |                   |                               |
| Prague Lions          | Praga     |        |                   |                               |
| Prague Black Panthers | Praga     |        |                   |                               |
| Příbram Bobcats       | Příbram   |        |                   |                               |
| Trnava Bulldogs       | Trnava    |        |                   |                               |

## Stagione regolare

### Calendario

#### 1ª giornata
| Trnava 2 aprile 2016, ore 14:00 | Trnava Bulldogs | 39 – 13 (7-0 26-0 6-7 0-6) referto | Ostrava Steelers | Energo (150 spett.)\| Arbitro: \| Janhuba \| |
| Arbitro:                        | Janhuba         |                                    |                  |                                              |

| Pardubice 3 aprile 2016, ore 15:00 | Pardubice Stallions | 21 – 34 (0-7 0-7 7-20 14-0) referto | Prague Lions | Letní stadion (564 spett.)\| Arbitro: \| Gazdík \| |
| Arbitro:                           | Gazdík              |                                     |              |                                                    |

#### 2ª giornata
| Příbram 9 aprile 2016, ore 17:00 | Příbram Bobcats | 7 – 20 (7-0 0-7 0-13 0-0) referto | Pardubice Stallions | Marila (153 spett.)\| Arbitro: \| Gazdík \| |
| Arbitro:                         | Gazdík          |                                   |                     |                                             |

| Praga 10 aprile 2016, ore 15:00 | Prague Black Panthers | 28 – 34 (0-7 13-21 6-0 9-6) referto | Prague Lions | Eden Aréna (493 spett.)\| Arbitro: \| Gazdík \| |
| Arbitro:                        | Gazdík                |                                     |              |                                                 |

#### 3ª giornata
| Trnava 16 aprile 2016, ore 14:00 | Trnava Bulldogs | 55 – 34 (14-14 21-7 7-0 13-13) referto | Příbram Bobcats | Energo (150 spett.)\| Arbitro: \| Gazdík \| |
| Arbitro:                         | Gazdík          |                                        |                 |                                             |

| Ostrava 17 aprile 2016, ore 15:00 | Ostrava Steelers | 21 – 37 (0-13 0-14 14-3 7-7) referto | Prague Black Panthers | Poruba (352 spett.)\| Arbitro: \| Gazdík \| |
| Arbitro:                          | Gazdík           |                                      |                       |                                             |

#### 4ª giornata
| Praga 23 aprile 2016, ore 16:00 | Prague Black Panthers | 28 – 14 (8-0 13-0 7-6 0-8) referto | Trnava Bulldogs | Eden Aréna (210 spett.)\| Arbitro: \| Janhuba \| |
| Arbitro:                        | Janhuba               |                                    |                 |                                                  |

| Praga 24 aprile 2016, ore 14:00 | Prague Lions | 24 – 13 (0-7 14-6 7-0 3-0) referto | Pardubice Stallions | Hostivař (320 spett.)\| Arbitro: \| Rosíval \| |
| Arbitro:                        | Rosíval      |                                    |                     |                                                |

#### 5ª giornata
| Trnava 30 aprile 2016, ore 14:00 | Trnava Bulldogs | 27 – 28 (0-6 14-8 0-7 13-7) referto | Prague Lions | Energo (150 spett.)\| Arbitro: \| Gazdík \| |
| Arbitro:                         | Gazdík          |                                     |              |                                             |

| Ostrava 1º maggio 2016, ore 15:00 | Ostrava Steelers | 14 – 52 (0-14 0-19 7-8 7-11) referto | Příbram Bobcats | Poruba (210 spett.)\| Arbitro: \| Gazdík \| |
| Arbitro:                          | Gazdík           |                                      |                 |                                             |

#### 6ª giornata
| Praga 7 maggio 2016, ore 16:00 | Prague Black Panthers | 33 – 6 (20-0 13-0 0-3 0-3) referto | Ostrava Steelers | Eden Aréna (180 spett.)\| Arbitro: \| Gazdík \| |
| Arbitro:                       | Gazdík                |                                    |                  |                                                 |

| Pardubice 8 maggio 2016, ore 15:00 | Pardubice Stallions | 24 – 27 (0-7 10-7 7-0 7-13) referto | Příbram Bobcats | Letní stadion (248 spett.)\| Arbitro: \| Gazdík \| |
| Arbitro:                           | Gazdík              |                                     |                 |                                                    |

#### 7ª giornata
| Příbram 14 maggio 2016, ore 18:00 | Příbram Bobcats | 40 – 35 (6-7 20-14 14-0 0-14) referto | Trnava Bulldogs | Marila (110 spett.)\| Arbitro: \| Gazdík \| |
| Arbitro:                          | Gazdík          |                                       |                 |                                             |

| Pardubice 15 maggio 2016, ore 15:00 | Pardubice Stallions | 64 – 6 (6-0 29-6 22-0 7-0) referto | Ostrava Steelers | Letní stadion (120 spett.)\| Arbitro: \| Gazdík \| |
| Arbitro:                            | Gazdík              |                                    |                  |                                                    |

#### 8ª giornata
| Trnava 21 maggio 2016, ore 14:00 | Trnava Bulldogs | 49 – 41 (14-7 7-12 14-14 14-8) referto | Pardubice Stallions | Energo (150 spett.)\| Arbitro: \| Janhuba \| |
| Arbitro:                         | Janhuba         |                                        |                     |                                              |

| Praga 22 maggio 2016, ore 14:00 | Prague Lions | 26 – 10 (0-0 6-7 14-3 6-0) referto | Prague Black Panthers | Hostivař (320 spett.)\| Arbitro: \| Gazdík \| |
| Arbitro:                        | Gazdík       |                                    |                       |                                               |

#### 9ª giornata
| Příbram 28 maggio 2016, ore 14:00 | Příbram Bobcats | 7 – 21 (0-6 7-8 0-0 0-7) referto | Prague Black Panthers | Marila (120 spett.)\| Arbitro: \| Martinček \| |
| Arbitro:                          | Martinček       |                                  |                       |                                                |

| Ostrava 29 maggio 2016, ore 15:00 | Ostrava Steelers | 7 – 43 (0-14 7-29 0-0 0-0) referto | Prague Lions | Poruba (200 spett.)\| Arbitro: \| Gazdík \| |
| Arbitro:                          | Gazdík           |                                    |              |                                             |

#### 10ª giornata
| Praga 4 giugno 2016, ore 14:00 | Prague Lions | 55 – 9 (14-7 28-2 7-0 6-0) referto | Trnava Bulldogs | Hostivař (150 spett.)\| Arbitro: \| Janhuba \| |
| Arbitro:                       | Janhuba      |                                    |                 |                                                |

| Pardubice 5 giugno 2016, ore 13:00 | Pardubice Stallions | 27 – 17 (5-7 7-10 8-0 7-0) referto | Prague Black Panthers | Letní stadion (380 spett.)\| Arbitro: \| Gazdík \| |
| Arbitro:                           | Gazdík              |                                    |                       |                                                    |

#### 11ª giornata
| Praga 11 giugno 2016, ore 16:00 | Prague Black Panthers | 23 – 17 (10-0 10-11 3-0 0-6) referto | Příbram Bobcats | Eden Aréna (248 spett.)\| Arbitro: \| Janhuba \| |
| Arbitro:                        | Janhuba               |                                      |                 |                                                  |

| Ostrava 12 giugno 2016, ore 15:00 | Ostrava Steelers | 18 – 43 (6-0 12-0 0-29 0-14) referto | Trnava Bulldogs | Poruba (180 spett.)\| Arbitro: \| Rosíval \| |
| Arbitro:                          | Rosíval          |                                      |                 |                                              |

#### 12ª giornata
| Příbram 18 giugno 2016, ore 14:00 | Příbram Bobcats | 27 – 42 (0-6 6-29 0-7 21-0) referto | Prague Lions | Marila (120 spett.)\| Arbitro: \| Gazdík \| |
| Arbitro:                          | Gazdík          |                                     |              |                                             |

| Ostrava 19 giugno 2016, ore 15:00 | Ostrava Steelers | 0 – 54 (0-20 0-20 0-14 0-0) referto | Pardubice Stallions | Poruba (180 spett.)\| Arbitro: \| Janhuba \| |
| Arbitro:                          | Janhuba          |                                     |                     |                                              |

#### 13ª giornata
| Pardubice 25 giugno 2016, ore 12:00 | Pardubice Stallions | 28 – 22 (3-3 7-6 3-6 15-7) referto | Trnava Bulldogs | Letní stadion (210 spett.)\| Arbitro: \| Gazdík \| |
| Arbitro:                            | Gazdík              |                                    |                 |                                                    |

| Praga 26 giugno 2016, ore 14:00 | Prague Lions | 35 – 0 (21-0 14-0 0-0 0-0) referto | Ostrava Steelers | Hostivař (250 spett.)\| Arbitro: \| Gazdík \| |
| Arbitro:                        | Gazdík       |                                    |                  |                                               |

#### 14ª giornata
| Praga 2 luglio 2016, ore 16:00 | Prague Black Panthers | 38 – 7 (0-7 10-0 21-0 7-0) referto | Pardubice Stallions | Eden Aréna (320 spett.)\| Arbitro: \| Gazdík \| |
| Arbitro:                       | Gazdík                |                                    |                     |                                                 |

| Příbram 3 luglio 2016, ore 14:00 | Příbram Bobcats | 18 – 34 (0-27 6-0 0-7 12-0) referto | Ostrava Steelers | Marila (123 spett.)\| Arbitro: \| Malý \| |
| Arbitro:                         | Malý            |                                     |                  |                                           |

#### 15ª giornata
| Trnava 9 luglio 2016, ore 14:00 | Trnava Bulldogs | 34 – 0 (6-0 14-0 7-0 7-0) referto | Prague Black Panthers | Energo (100 spett.)\| Arbitro: \| Frehar \| |
| Arbitro:                        | Frehar          |                                   |                       |                                             |

| Praga 10 luglio 2016, ore 14:00 | Prague Lions | 63 – 0 (35-0 14-0 14-0 0-0) referto | Příbram Bobcats | Hostivař (126 spett.)\| Arbitro: \| Janhuba \| |
| Arbitro:                        | Janhuba      |                                     |                 |                                                |

### Classifica
La classifica della regular season è la seguente:
- PCT = percentuale di vittorie, G = partite giocate, V = partite vinte,  P = partite perse, PF = punti fatti, PS = punti subiti

| Pos. | Squadra               | PCT   | G  | V  | N | P | PF  | PS  |
| ---- | --------------------- | ----- | -- | -- | - | - | --- | --- |
| 1    | Prague Lions          | 1.000 | 10 | 10 | 0 | 0 | 344 | 142 |
| 2    | Prague Black Panthers | .600  | 10 | 6  | 0 | 4 | 235 | 193 |
| 3    | Trnava Bulldogs       | .500  | 10 | 5  | 0 | 5 | 327 | 274 |
| 4    | Pardubice Stallions   | .500  | 10 | 5  | 0 | 5 | 257 | 224 |
| 5    | Příbram Bobcats       | .300  | 10 | 3  | 0 | 7 | 226 | 303 |
| 6    | Ostrava Steelers      | .100  | 10 | 1  | 0 | 9 | 119 | 372 |

## XXIII Czech Bowl
| Žižkov 23 luglio 2016, ore 19:30 | Prague Lions | 9 – 10 (0-0 7-7 0-0 2-3) referto | Prague Black Panthers | (2638 spett.)\| Arbitro: \| Gazdík \| |
| Arbitro:                         | Gazdík       |                                  |                       |                                       |

## Verdetti
- Prague Black Panthers Campioni della Repubblica Ceca 2016

## Marcatori
| Giocatore    | Sq.                   | TD rush | TD recv | TD int | TD p.ret | TD k.ret | TD oth | Xp1  | Xp2 | FG  | Saf | Totale |
| ------------ | --------------------- | ------- | ------- | ------ | -------- | -------- | ------ | ---- | --- | --- | --- | ------ |
| Hence        | Trnava Bulldogs       | 2       | 21      | 0      | 2        | 2        | 0      | 0    | 0   | 0   | 1   | 164    |
| Wall         | Prague Lions          | 0       | 21      | 0      | 0        | 0        | 0      | 0    | 0   | 0   | 0   | 126    |
| L. Růžek     | Prague Lions          | 7+0     | 3+1     | 0+0    | 0+0      | 0+0      | 0+0    | 0+0  | 1+0 | 0+0 | 0+0 | 68     |
| Dundáček     | Prague Black Panthers | 9       | 1       | 0      | 0        | 0        | 0      | 0    | 2   | 0   | 0   | 64     |
| Suchý        | Prague Lions          | 0       | 10      | 0      | 0        | 0        | 0      | 0    | 0   | 0   | 0   | 60     |
| Wajtr        | Pardubice Stallions   | 0       | 8       | 0      | 0        | 0        | 0      | 5    | 0   | 0   | 0   | 53     |
| Goodson      | Příbram Bobcats       | 0       | 8       | 0      | 0        | 0        | 0      | 0    | 1   | 0   | 0   | 50     |
| Šisl         | Prague Lions          | 0+0     | 0+0     | 0+0    | 0+0      | 0+0      | 0+0    | 41+1 | 1+0 | 1+0 | 0+0 | 47     |
| 3 giocatori  | 42                    |         |         |        |          |          |        |      |     |     |     |        |
| Webster      | Příbram Bobcats       | 6       | 0       | 0      | 0        | 0        | 0      | 0    | 2   | 0   | 0   | 40     |
| West         | Trnava Bulldogs       | 0       | 6       | 0      | 0        | 0        | 0      | 0    | 1   | 0   | 0   | 38     |
| 3 giocatori  | 30                    |         |         |        |          |          |        |      |     |     |     |        |
| Hruboň       | Prague Black Panthers | 0+0     | 0+0     | 0+0    | 0+0      | 0+0      | 0+0    | 9+1  | 0+0 | 5+1 | 0+0 | 28     |
| Bútora       | Trnava Bulldogs       | 1       | 3       | 0      | 0        | 0        | 0      | 0    | 1   | 0   | 0   | 26     |
| 2 giocatori  | 24                    |         |         |        |          |          |        |      |     |     |     |        |
| Hanovec      | Pardubice Stallions   | 0       | 0       | 0      | 0        | 0        | 0      | 11   | 0   | 4   | 0   | 23     |
| 2 giocatori  | 20                    |         |         |        |          |          |        |      |     |     |     |        |
| 2 giocatori  | 19                    |         |         |        |          |          |        |      |     |     |     |        |
| 5 giocatori  | 18                    |         |         |        |          |          |        |      |     |     |     |        |
| Woleský      | Prague Black Panthers | 0       | 2       | 0      | 0        | 0        | 0      | 2    | 0   | 1   | 0   | 17     |
| Ellison      | Pardubice Stallions   | 0       | 0       | 1      | 0        | 0        | 1      | 0    | 0   | 0   | 1   | 14     |
| Sokol        | Ostrava Steelers      | 0       | 2       | 0      | 0        | 0        | 0      | 1    | 0   | 0   | 0   | 13     |
| 11 giocatori | 12                    |         |         |        |          |          |        |      |     |     |     |        |
| 3 giocatori  | 10                    |         |         |        |          |          |        |      |     |     |     |        |
| 2 giocatori  | 8                     |         |         |        |          |          |        |      |     |     |     |        |
| 21 giocatori | 6                     |         |         |        |          |          |        |      |     |     |     |        |
| 2 giocatori  | 4                     |         |         |        |          |          |        |      |     |     |     |        |
| 4 giocatori  | 2                     |         |         |        |          |          |        |      |     |     |     |        |
| Petřík       | Pardubice Stallions   | 0       | 0       | 0      | 0        | 0        | 0      | 1    | 0   | 0   | 0   | 1      |

- Miglior marcatore della stagione regolare: Hence ( Trnava Bulldogs), 164
- Miglior marcatore dei playoff: Kabát ( Prague Black Panthers), L. Růžek ( Prague Lions), 6
- Miglior marcatore della stagione: Hence ( Trnava Bulldogs), 164

## Passer rating
La classifica tiene in considerazione soltanto i quarterback con almeno 10 lanci effettuati.
| Giocatore     | Sq.                   | G   | Att    | Comp   | Int | Yds      | TD   | NFL    | NCAA   |
| ------------- | --------------------- | --- | ------ | ------ | --- | -------- | ---- | ------ | ------ |
| Bútora        | Trnava Bulldogs       | 4   | 111    | 75     | 6   | 1298     | 12   | 120,63 | 190,66 |
| Silva         | Prague Lions          | 9+1 | 243+34 | 158+20 | 5+4 | 2509+244 | 34+1 | 123,09 | 182,94 |
| West          | Trnava Bulldogs       | 5   | 90     | 42     | 3   | 753      | 13   | 101,53 | 157,95 |
| Zahradka      | Prague Black Panthers | 1+1 | 29+4   | 16+3   | 1+0 | 277+21   | 3+0  | 105,37 | 157,37 |
| Webster       | Příbram Bobcats       | 8   | 262    | 132    | 5   | 2082     | 20   | 94,67  | 138,51 |
| Hence         | Trnava Bulldogs       | 2   | 29     | 14     | 1   | 167      | 4    | 91,52  | 135,27 |
| McDonald      | Pardubice Stallions   | 10  | 340    | 184    | 14  | 2586     | 22   | 83,28  | 131,12 |
| Dundáček      | Prague Black Panthers | 9+1 | 243+26 | 119+12 | 6+1 | 1625+165 | 14+0 | 76,90  | 116,57 |
| Dudek         | Ostrava Steelers      | 5   | 120    | 49     | 5   | 565      | 4    | 49,48  | 83,05  |
| Mráz          | Prague Black Panthers | 1   | 14     | 4      | 1   | 17       | 0    | 41,96  | 79,86  |
| Jindřichovský | Prague Lions          | 5   | 29     | 10     | 1   | 98       | 2    | 53,52  | 78,73  |
| Kavický       | Ostrava Steelers      | 3   | 101    | 42     | 5   | 346      | 3    | 40,28  | 70,26  |
| Chvalina      | Prague Black Panthers | 4   | 23     | 11     | 4   | 110      | 0    | 22,28  | 53,22  |
| Kohut         | Příbram Bobcats       | 2   | 22     | 8      | 2   | 81       | 0    | 9,85   | 49,11  |
| Synáček       | Ostrava Steelers      | 3   | 37     | 10     | 4   | 151      | 1    | 13,51  | 48,61  |

- Miglior QB della stagione regolare: Silva ( Prague Lions), 193,81
- Miglior QB dei playoff: Silva ( Prague Lions), 105,28
- Miglior QB della stagione: Bútora ( Trnava Bulldogs), 190,66